# Wang Xijie

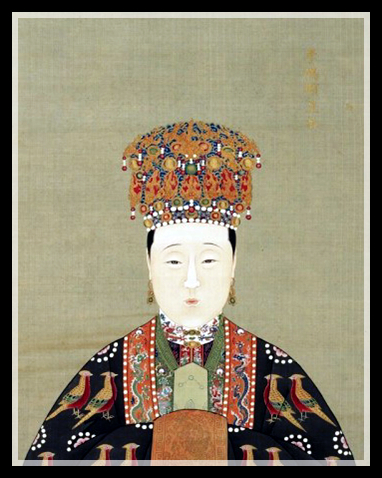
Wang Xijie

Wang Xijie, född 1565, död 1620, var en kinesisk kejsarinna, gift med Wanli-kejsaren. Hon var kejsarinna i fyrtiotvå år och är därmed den person som burit titeln och innehaft denna ställning längst tid i Kinas historia. Hon var mor till ett barn, prinsessan Rongchang. 

## Biografi
Wang Xijies far var ofrälse men fick en militär befattning strax före hennes bröllop för att ge hennes familj en högre status. Vigseln ägde rum år 1578, då hon var tretton år gammal. 
Wang Xijie spelade i egenskap av kejsarinna en framträdande roll inom hovlivets ceremonier och ritualer, men hennes relation till maken ska ha varit betydelselös. Hon utförde väl sin roll som sin svärmors uppassare och fick därmed ett gott rykte för sin dygd bland allmänheten. Vid hovet var hon känd för sin grymhet, då hon ofta lät aga sina tjänsteflickor, ibland till döds. 